# Den danske teaterlov
 Denne artikel bør gennemlæses af en person med fagkendskab for at sikre den faglige korrekthed.

Scenekunsten fik sin første teaterlov i 1963, to år efter oprettelsen af det første kulturministerium under den socialdemokratiske Julius Bomholts ledelse. Al lovgivning vedrørende teater og anden optræden havde hidtil fortrinsvis hørt under Justitsministeriet og havde handlet om, hvad teaterikke måtte – såkaldt infami-lovgivning. Teaterloven af 1961 brød afgørende med dette princip og handlede om definition af teaterlivet, foruden en række forhold, som hidtil kun havde eksisteret i form af betænkninger. Det Kongelige Teater havde dog fortsat sin egen lovgivning (fra 1935). 
I 1969 kom den såkaldte stærkt kulturoptimistiske 'Betænkning Nr. 517. En kulturpolitisk redegørelse' fra kulturminister K. Helveg Petersen, som diskuterede et kulturelt helhedssyn – herunder blandt andet teateruddannelser, teaterøkonomi og bevillingspolitik, børneteater. 
Med Teaterloven af 1970 (Lov nr. 241, 1970) ophævedes bevillingssystemet, hvor der kun var et i forvejen besluttet antal teatre tilladt, og erstattedes af fri teaternæring (Teaterloven kapitel 1).
Adskillige kulturministre har siden lovet en gennemgribende nyskrivning af Teaterloven, men hidtil er loven kun blevet ændret brudstykkevis cirka hvert andet år, så loven kunne inkorporere nyopståede teaterformer.